# KVV Kester-Gooik
KVV Kester-Gooik is een Belgische voetbalclub uit Kester en Gooik in Vlaams-Brabant. De club is opgericht in 2012 als fusie van VC Kester (stamnummer 6613) en KSK Gooik.  De club is aangesloten bij de KBVB met stamnummer 5921 van KSK Gooik, de oudste van beide clubs. De clubkleuren zijn donkerblauw-zwart.

## Geschiedenis
Na de fusie startte de nieuwe club met het A-elftal in 2e Provinciale, dankzij de promotie van SK Gooik in seizoen 2011/12. Er werd ook gestart met een B-ploeg in Vierde Provinciale om de jeugdspelers ervaring te laten opdoen. Kester-Gooik werd een vaste waarde in Tweede Provinciale, met 2 promoties naar Eerste Provinciale, in 2019 en 2025.
Kester-Gooik heeft ook een A Dames-team dat speelt op Interprovinciaal niveau (vroegere Tweede klasse). 

## Resultaten (Heren)
| Seizoen | Klasse | Klasse | Klasse | Klasse | Klasse | Klasse | Klasse | Klasse | Reeks                | Punten | Opmerkingen                                       |
|         | I      | II     | III    | IV     | P.I    | P.II   | P.III  | P.IV   |                      |        |                                                   |
| ------- | ------ | ------ | ------ | ------ | ------ | ------ | ------ | ------ | -------------------- | ------ | ------------------------------------------------- |
| 2012/13 |        |        |        |        |        | 6      |        |        | Tweede prov. Brab. C | 49     |                                                   |
| 2013/14 |        |        |        |        |        | 5      |        |        | Tweede prov. Brab. C | 55     |                                                   |
| 2014/15 |        |        |        |        |        | 11     |        |        | Tweede prov. Brab. C | 41     |                                                   |
| 2015/16 |        |        |        |        |        | 7      |        |        | Tweede prov. Brab. C | 44     |                                                   |
| 2016/17 |        |        |        |        |        | 10     |        |        | Tweede prov. Brab. B | 54     |                                                   |
| 2017/18 |        |        |        |        |        | 4      |        |        | Tweede prov. Brab. B | 53     |                                                   |
| 2018/19 |        |        |        |        |        | 2      |        |        | Tweede prov. Brab. B | 51     | Promotie                                          |
| 2019/20 |        |        |        |        | 14     |        |        |        | Eerste prov. Brab.   | 25     | Degradatie                                        |
| 2020/21 |        |        |        |        |        | -      |        |        | Tweede prov. Brab. B | -      | Competitie stopgezet na speeldag 5 door COVID-19. |
| 2021/22 |        |        |        |        |        | 6      |        |        | Tweede prov. Brab. B | 42     |                                                   |
| 2022/23 |        |        |        |        |        | 10     |        |        | Tweede prov. Brab. A | 39     |                                                   |
| 2023/24 |        |        |        |        |        | 6      |        |        | Tweede prov. Brab. A | 48     |                                                   |
| 2024/25 |        |        |        |        |        | 1      |        |        | Tweede prov. Brab. A | 66     | Kampioen                                          |
| 2025/26 |        |        |        |        |        |        |        |        | Eerste prov. Brab.   |        |                                                   |

## Resultaten (Dames)
| Seizoen   | Klasse | Klasse | Klasse  | Klasse | Klasse | Klasse | Reeks                   | Punten | Opmerkingen                                      |
|           | SL     | N1     | IP (N2) | P.I    | P.II   | P.III  |                         |        |                                                  |
| --------- | ------ | ------ | ------- | ------ | ------ | ------ | ----------------------- | ------ | ------------------------------------------------ |
| 2018/2019 |        |        |         | 7      |        |        | Eerste prov. Vl-Brabant | 31     |                                                  |
| 2019/2020 |        |        |         | 4      |        |        | Eerste prov. Vl-Brabant | 30     |                                                  |
| 2020/2021 |        |        |         | -      |        |        | Eerste prov. Vl-Brabant | -      | Competitie stopgezet door corona na 3 speeldagen |
| 2021/2022 |        |        |         | 5      |        |        | Eerste prov. Vl-Brabant | 35     |                                                  |
| 2022/2023 |        |        |         | 2      |        |        | Eerste prov. Vl-Brabant | 58     | Promotie via eindronde                           |
| 2023/2024 |        |        | 11      |        |        |        | Interprovinciale A      | 14     | Degradatie                                       |
| 2024/2025 |        |        |         | 1      |        |        | Eerste prov. Vl-Brabant | 64     | Kampioen                                         |
| 2025/2026 |        |        |         |        |        |        | Interprovinciale A      |        |                                                  |